# The Call (album de Charles Lloyd)
Pour les articles homonymes, voir The Call.
The Call est un album du saxophoniste de jazz Charles Lloyd enregistré en 1993 avec Bobo Stenson, Anders Jormin, et Billy Hart.
Il a été enregistré au Rainbow studio à Oslo en juillet 1993. Toutes les compositions sont de Charles Lloyd.
L'album est sorti sur le label ECM.

## Liste des morceaux
1. Nocturne - 5:14
2. Song - 12:45
3. Dwija - 6:46
4. Glimpse - 8:33
5. Imke - 3:55
6. Amarma - 7:18
7. Figure in Blue, Memories of Duke - 9:25
8. The Blessing - 10:54
9. Brother on the Rooftop - 11:57

## Musiciens
- Charles Lloyd - saxophone
- Bobo Stenson - piano
- Anders Jormin - guitare basse
- Billy Hart - batterie